# Eranina curuca
Eranina curuca là một loài bọ cánh cứng trong họ Cerambycidae.